# Comuna Rozumivka, raionul Zaporijjea, regiunea Zaporijjea
Rozumivka (în ucraineană Розумівка) este o comună în raionul Zaporijjea, regiunea Zaporijjea, Ucraina, formată din satele Nîjnea Hortîțea și Rozumivka (reședința).

## Demografie
Componența lingvistică a comunei Rozumivka
     Ucraineană (80,46%)
     Rusă (18,1%)
     Alte limbi (0,66%)
Conform recensământului din 2001, majoritatea populației comunei Rozumivka era vorbitoare de ucraineană (80,46%), existând în minoritate și vorbitori de rusă (18,1%).